# ريتا بانيرجي
ريتا بانيرجي هي مصورة ومقدمة بلاغات وناشطة هندية في مجال المساواة بين الجنسين، ولها الكتاب القصصي المسمى الجنس والقوة: تعريف التاريخ وتشكيل الجماعات، نشرت ذلك الكتيب في عام 2008.
ريتا بانيرجي أسست حملة على الإنترنت تابعها 50 مليون لتوعية الإناث بحقوقهن في الهند.

## الثورة النسوية في الهند
ووفقا لبانيرجي، فالهند لم تشهد ثورة جنسية بنفس الطريقة التي ينظر إليها في أوروبا وأمريكا الشمالية، والتي قد أنشأت كثورة مستقلة فردية لحقوق المرأة. وقالت أنه من المهم جداً للحركة النسائية في الهند في هذه الثورة لوا سيما في سياق في منظور المجتمع الهندي لها.